# 토런스 통합 학구

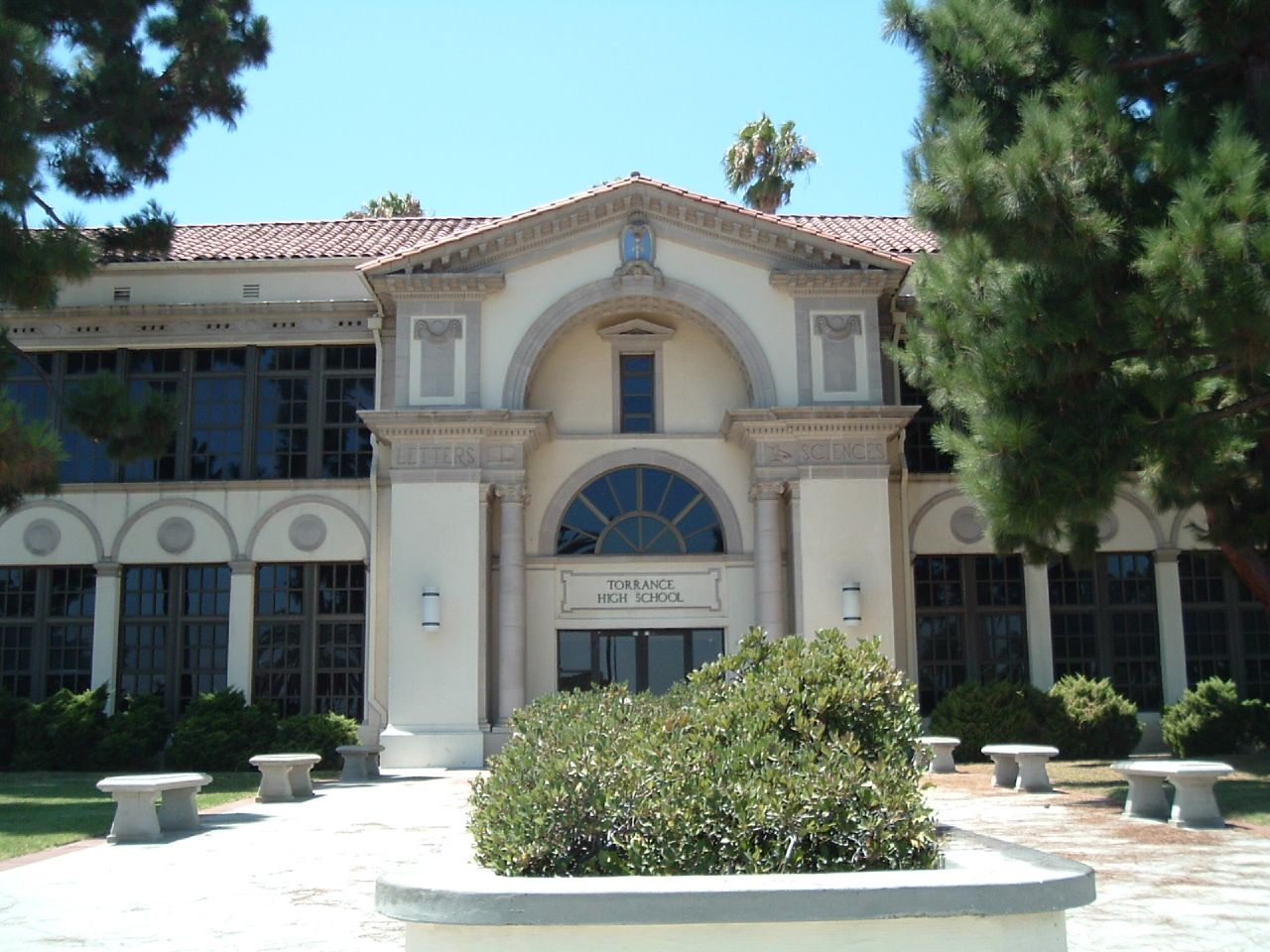
Torrance High School

토런스 통합 학구(영어: Torrance Unified School District, TUSD)는 미국 캘리포니아주 로스앤젤레스군의 학구로, 본부는 토런스에 있다. 학군 교육위원회에는 위원장, 부위원장, 사무 담당 위원이 각 1명이며, 또한 2명의 위원이있다. 2013년 6월 현재 교육감(Superintendent)는 조지 매넌 (George Mannon)이다. 교외 주거 지역에 있는 학군의 각 학교는 대체로 학업 평가도 높고, 특히 웨스트 고등학교 (West High School)는 군의 학술 대항 퀴즈 (Academic Decathlon)에서 자주 우승한다.